# Nestopia
Nestopia — эмулятор игровой приставки NES и ее аппаратных клонов (таких как Dendy) для операционных систем Windows, Linux, macOS. Является программой с открытым исходным кодом. Один из лучших эмуляторов NES.

## История
Разработка эмулятора началась в середине 2002 года Мартином Фрейхом. Через год вышел первый релиз Nestopia для Windows. Позднее Ричард Баннистер и Р. Бельмонт портировали её на Mac OS X и Linux соответственно . Последняя версия оригинального разработчика вышла в 2008 году.

### Nestopia UE
С 2013 года эмулятор возобновил развитие в качестве форка под названием Nestopia UE (Undead Edition).

## Описание
Nestopia позволяет запускать на компьютере игры, выпущенные для приставки NES (Famicom) (в странах СНГ известных, в основном, по аппаратному клону Famicom Dendy) с помощью образов ПЗУ. «Умеет» создавать скриншоты во время игры, а также делать захват аудио и видео без потери качества.
Есть возможность переназначать кнопки контроллера, при этом все настройки для каждого контроллера сохраняются в отдельных профилях. Поддерживает автоматическое переключение регионов (NTSC/PAL).

## Возможности
- Поддержка Famicom Disk System
- Поддержка VS. UniSystem
- Поддержка NES Sound Format
- Точная видео-эмуляция
- Эмуляция азиатских PAL-клонов Famicom (таких как Dendy), отличающихся измененными по сравнению с оригинальными приставками тактовыми частотами [9]
- Поддержка сохранений/автосохранений
- Поддержка «Перемотки»
- Поддержка International Patching System
- Запись видео в формате NSV с поддержкой конвертирования в AVI[7]
- Поддержка различных контроллеров
- Поддержка более 200 мапперов[англ.], в том числе и пиратских
- Поддержка всех 799 игр для NES[2]
- Меню чит-кодов со встроенным Game Genie
- Поддержка форматов NES (в том числе и упакованные в ZIP/RAR/7-Zip), UNF, FDS, NSF, SAV, NST, NSV, IPS, UPS[10]
- Игра по сети через Kaillera
- Низкие системные требования[11]
- Поддержка русского языка